# Nan Goldinová
Nan Goldinová (nepřechýleně Goldin; * 12. září 1953, Washington D.C.) je americká fotografka. Ovlivnila zásadním způsobem estetiku umělecké fotografie v 70. letech svými bezprostředními a osobními snímky skutečných situací ze života americké subkultury, především mladé lidi, jejichž součástí byly drogy a sexuální experimenty.

## Charakteristika
Nan Goldinová fotografovala každodenní tvář komunity, v níž se sama pohybovala a k níž příznačně patřily také drogy, homosexualita, prostituce, postavy „Drag Queens“ neboli transvestitů, společné byty a vztahy. Vytvořila tak deník života přátel a důvěrně blízkých osob, „deník, v němž nechává lidi číst“. Její snímky nejsou založeny na pouhém pozorování, ale na hlubokých osobních souvislostech – tento přístup vyšel zvlášť jasně najevo, když začala na konci 80. let předkládat, jakou daň si vyžádala nemoc AIDS mezi jejími přáteli a známými. Snímky Goldinové, obvykle velké lesklé cibachromy téměř „caravaggiovské intenzity“, monumentalizují podstatu momentky jako průsečíku osobního a univerzálního. Uzavřené tmavé interiéry, v nichž Nan Goldinová většinou zobrazuje své modely, jsou "metaforou hranic", které z jejího světa vylučují ty, kdo nejsou jeho součástí. Povrch fotografie je jako "skleněná stěna", skrze niž můžeme spatřit člověka svázaného s jiným člověkem v aktu – „sexuální závislosti“. Snímky si uchovávají charakter rodinného portrétu, protože my, co jsme mimo tuto širší skupinu lidí, nevíme o těch, kteří jsou její součástí, skoro nic kromě těch nejobecnějších věcí, a fotografie nám o nich málokdy říkají něco jiného než to, co se týká jejich vzájemných vztahů jako milenců, přátel nebo obětí.
„Fotografování pro mne znamená určitý způsob dotýkání se – je to pohlazení. Můj pohled je vřelý, nikoli chladný. Neanalyzuji, co se děje – to jen krása a zranitelnost mých přátel mne inspirují k fotografování.“ (N. G.)
„Vždycky jsem si myslela, že nemohu nikdy ztratit člověka, když ho budu dost často fotografovat. Ale moje snímky mi ukázaly právě to, kolik jsem ztratila.“ (N. G.)

## Život a dílo

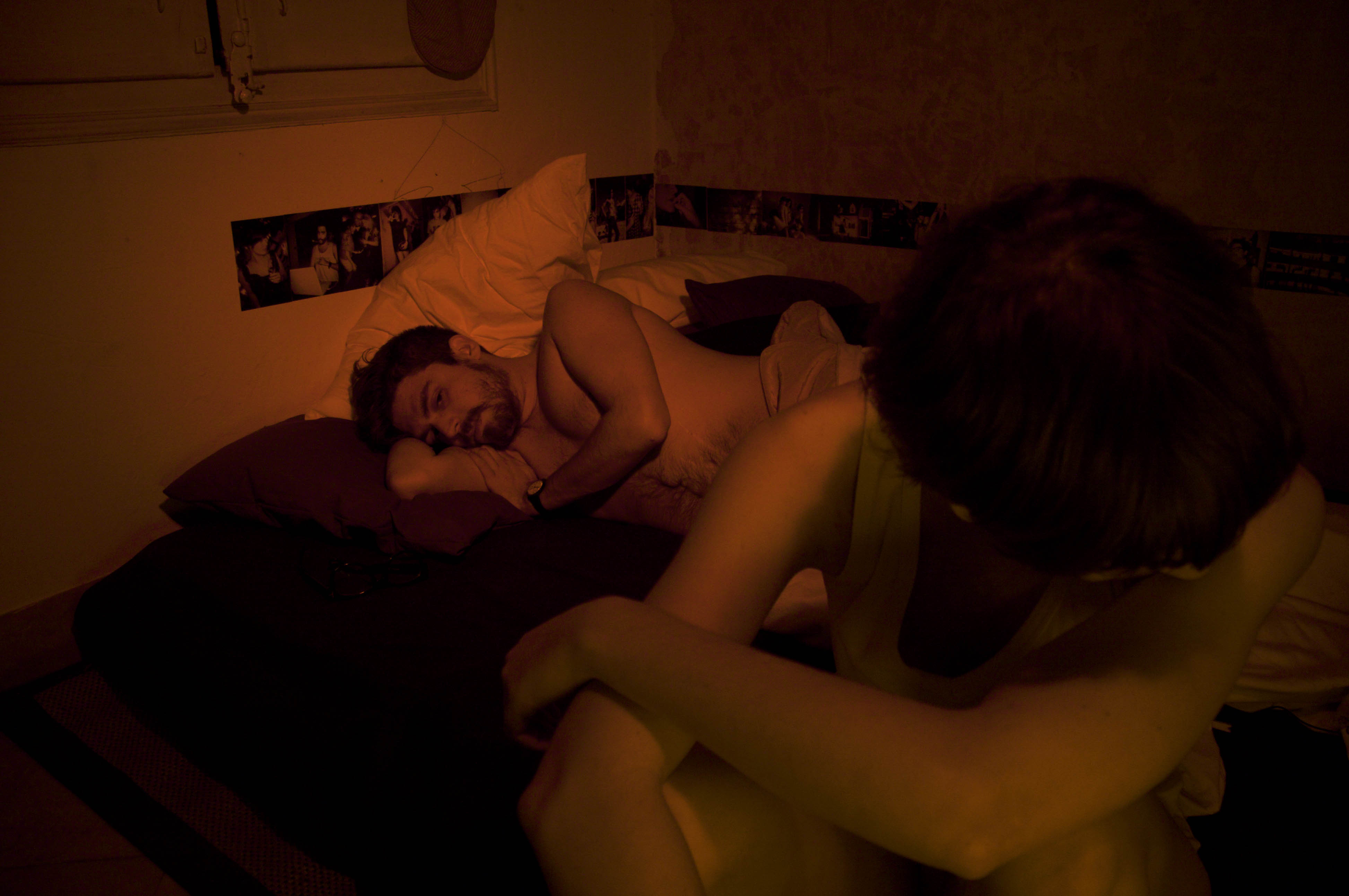
Snímek isnpirovaný Nan Golidnovou

Nan Goldinová začala fotografovat v 16. letech – nejenom proto, aby se vyrovnala s vlastním životem (traumatizujícím zážitkem pro ni byla sebevražda její starší sestry), ale také proto, aby unikla puritanismu americké společnosti. Její první fotografie byly momentky přátel (studentů progresivní komunitní školy v Bostonu) z konce šedesátých a počátku sedmdesátých let. Poprvé vystavovala Goldinová černobílé fotografie „Drag Queens“ ve svých 19 letech. Poté fotografovala především transvestity. Od poloviny 70 let fotografuje Nan Goldinová v barvě. Vytvořila osobitý styl intimní citlivé a bezprostřední fotografie, využívá fotoaparát jako nástroj pro dokumentaci životního stylu, jehož je vždy součástí.
Studovala školu při Museum of Fine Arts v Bostonu, v roce 1977 získala titul bakaláře umění (BFA/BA). V roce 1978 se přestěhovala do New Yorku a krátce na to vytvořila „The Ballad of Sexual Dependency“ (Baladu o sexuální závislosti), proměnlivou obrazovou projekci- asi 750 diapozitivů sladěných s hudbou. Balada byla prezentována v muzeích, galeriích, alternativních prostorách a na filmových festivalech ve Spojených státech i v zahraničí – mj. „Whitney Bienále“, berlínském filmovém festivalu, ve Stedelijk Museum v Amsterdamu, The Hirschhorn Museum Art, Jeu de Paume v Paříži, Philadelphia Museum of Art, ICA v Londýně a v Museum of Art v New Yorku. V roce 1986 vydalo Baladu v knižní podobě nakladatelství Apetite, poté vyšla i ve Velké Británii a v Německu.
V polovině 80 let se Goldinová stala závislou na drogách. Po delším pobytu v odvykacím středisku v Bostonu začala znovu fotografovat. První z těchto snímků byly autoportréty, z nichž některé jsou součástí diaprojekce „All By Myself“ (Úplně sama). Goldinová začala poprvé fotografovat za denního světla: zářivé, jasné fotografie kontrastující s jejími staršími, temnějšími snímky. Zároveň začala dokumentovat destruktivní vliv AIDS na své přátele a známé. „Cookie Portfolio“ (1989) je poctou ženě, která byla 13 let její nejlepší přítelkyní a zemřela na AIDS.
Další tvorba Nan Goldinové, ovlivněná jejím pobytem v Berlíně a cestami do Asie a Evropy, je prostoupena pocitem ztráty i uzdravení: snímky ukazují prázdné pokoje a jemnější psychologické portréty jejích milenců a přátel – často stejných lidí, které fotografovala bezmála třicet let.
Fotografie od roku 1995 zahrnují širokou řadu námětů (témat): společné knižní projekty se známým japonským fotografem Nobujoši Arakim; záhadné krajiny v New Yorku; její dlouholetou milenku Siobhan a děti; rodičovský a rodinný život.
V Pompidouově centru (Paříž) se konala její významná velká retrospektiva její práce v roce 2002. V tomto roce měla těžkou zlomeninu ruky, kterou nezlepšila ani operace.
Nan Goldinová je reprezentována Matthew Marks Gallery v New Yorku. Vyhrála cenu Hasselblad Award v roce 2007.
Nan Goldinová žije a pracuje střídavě v New Yorku a v Paříži.
Roku 2018 byla oceněna newyorským kulturním zařízením The Kitchen.

## Vybrané výstavy
Goldinová měla řadu samostatných i kolektivních výstav, kde představila snímky z Balady i pozdější fotografie. Mezi nejdůležitější samostatné výstavy patří retrospektiva, která byla zahájena v říjnu 1996 ve Whitney Museum of Art v New Yorku. Dále byla prezentována v následujících institucích:
- Muzeum ve Wolfsburgu
- Stedelijk v Amsterdamu
- Fotomuseum Wintherthur ve Švýcarsku
- Kunsthalle ve Vídni
- Galerie Rudolfinum v Praze
- Matthews Marks Gallery v New Yorku
- Galerie Yvon Lambert v Paříži
- Pace/MacGill Gallery v New Yorku
- Jeffrey Fraenkel Gallery v San Franciscu
- Folkwang Museum v Essenu
- Whitney Bienále 1985, 1993, 1995
  - a další

Kurátorka výstavy Witnesses: Against Our Vanishing / Svědkové: Proti našemu vymření (Artists‘ Space, New York, 1989), kde ukázala, jaký dopad má AIDS na její komunitu.
„Le Feu Follet“, Pompidou Center, Paříž 2001

## Zastoupení ve sbírkách
- Art Institute of Chicago, Chicago, Illinois, USA[3]

## Knižní publikace
- Cookie Mueller – zachycující život blízké přítelkyně až do jejího úmrtí na AIDS
- The Other Side – snímky transvestitů a transsexuálů pořízené v průběhu 20 let
- Vakat – fotografie interiérů od Nan Goldinové společně s básněmi Joachima Sartoria
- A Double Life (Dvojí život) – fotografie Nan Goldinové a Davida Armstronga, dokumentující 25 let jejich života v komunitě přátel
- Tokyo Love – ve spolupráci s japonským fotografem Nobujoši Arakim
- Desire by FNumbers (Přemíra touhy) – fotografie mužských prostitutů z jihovýchodní Asie
- I´ll Be Your Mirror (Budu tvým zrcadlem) – katalog retrospektivy z Whitney Museum
- Ten years After (Po deseti letech)
- The Ballad of Sexual Dependency (Balada o sexuální závislosti)